# Regula Rytz

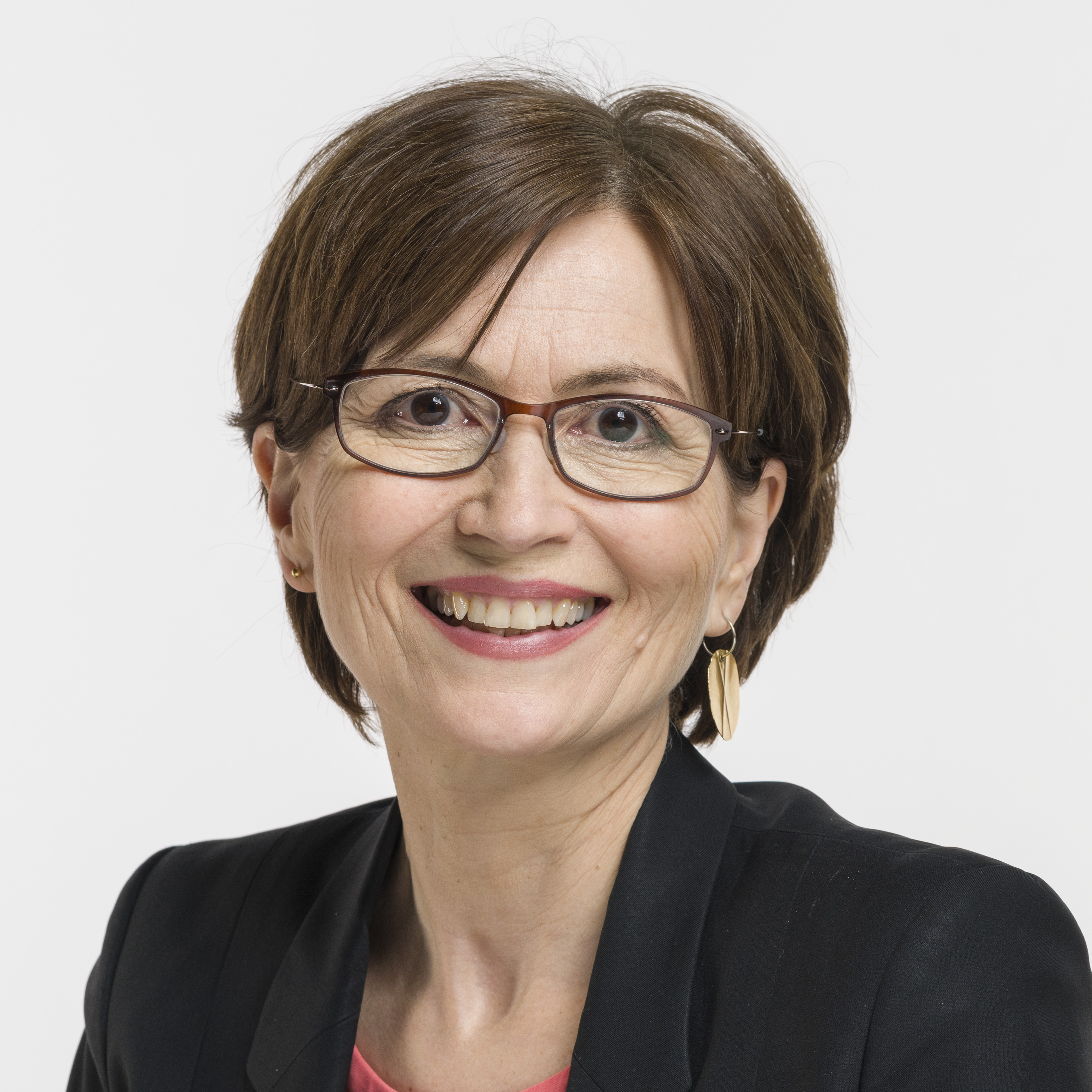
Regula Rytz (2019)

Regula Rytz (* 2. März 1962 in Thun; heimatberechtigt in Rüti bei Büren) ist eine Schweizer Politikerin (Grünes Bündnis). Sie war von 2011 bis 2022 Nationalrätin und von 2012 bis 2020 Co-Präsidentin bzw. Präsidentin der Grünen Partei Schweiz. Seit 2022 ist sie Präsidentin von Helvetas.

## Leben
Die Tochter eines Architekten und einer Musikerin erlangte 1983 das Lehrerpatent am Seminar Thun und unterrichtete bis 1989 an Volksschulen. Danach studierte Rytz Geschichte, Soziologie und Staatsrecht an der Universität Bern und schloss 1997 mit dem Lizenziat (Master) ab.
Rytz lebt mit ihrem Lebenspartner im Berner Breitenrainquartier.

## Berufliche Laufbahn
Von 1993 bis 1998 war Rytz Politische Sekretärin des Grünen Bündnisses Bern. Von 1998 bis 2000 forschte sie im Rahmen des Nationalfonds-Programms zum Thema «Gewalt im Alltag und organisierte Kriminalität». Von 2001 bis 2004 war sie Zentralsekretärin des Schweizerischen Gewerkschaftsbundes. Von 2005 bis 2012 war sie Mitglied der Stadtregierung der Bundesstadt Bern und in dieser Funktion auch Verwaltungsratspräsidentin des Verkehrsunternehmens Bernmobil. Seit 2012 ist Rytz Präsidentin der kantonalen Fachkommission für Gleichstellungsfragen. Sie ist Mitglied des Verwaltungsrats der Verkehrsbetriebe Biel und Vizepräsidentin des Forums für Universität und Gesellschaft der Universität Bern.
Nach ihrem Rücktritt aus dem nationalen Parlament hat sich Rytz als Beraterin selbständig gemacht. Im Juni 2022 wurde sie zur Präsidentin von Helvetas, einer Schweizer Organisation für Entwicklungszusammenarbeit und Humanitäre Hilfe, gewählt. Kurz darauf lancierte sie einen Aufruf für «Globale Gerechtigkeit», der von Persönlichkeiten aus Kultur, Politik und Wirtschaft unterzeichnet wurde und einen angemessenen Beitrag der Schweiz zur Bekämpfung von Armut und zur Erreichung der Social Development Goals fordert.

## Politik

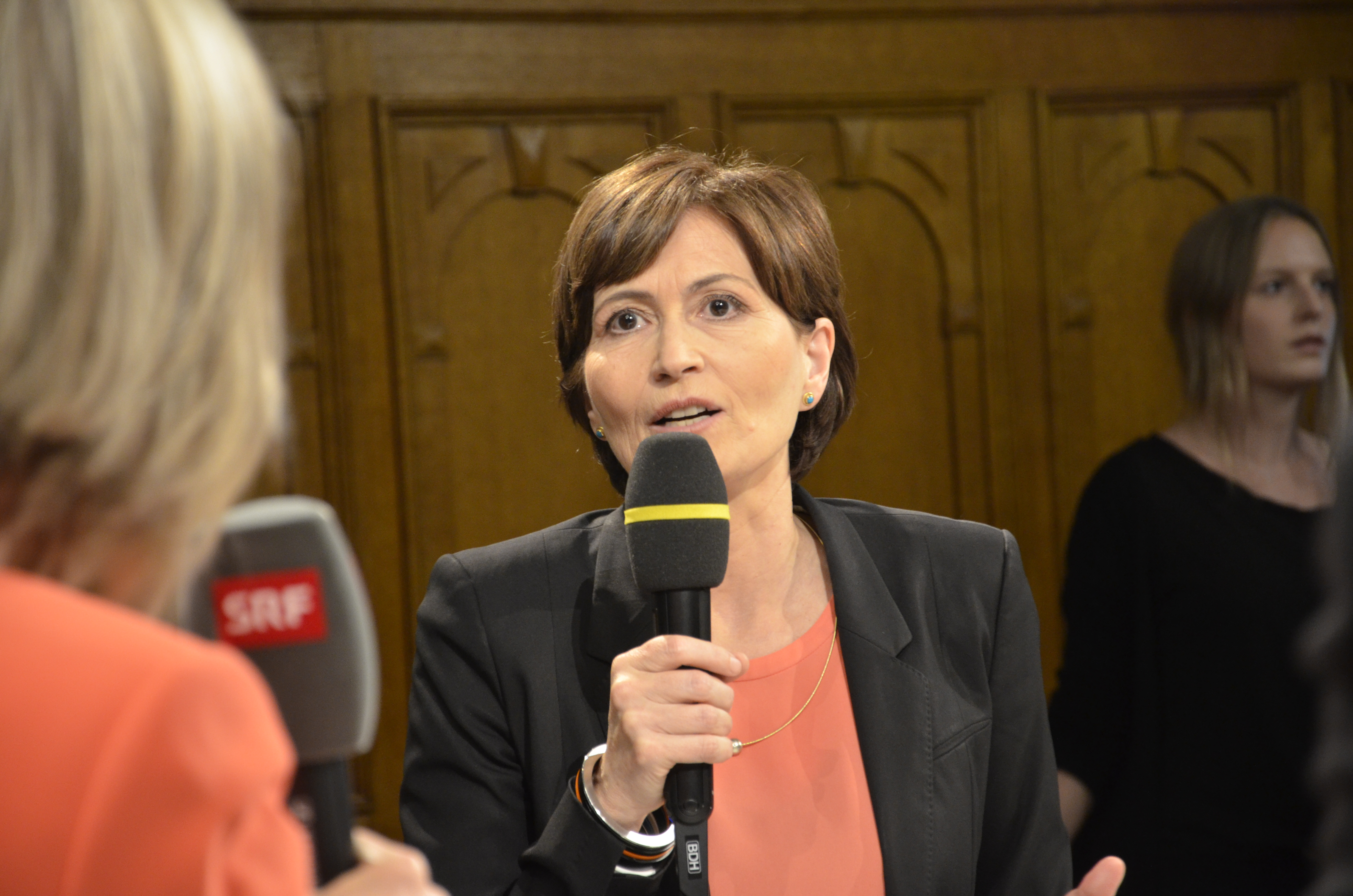
TV-Interview nach dem grünen Wahlerfolg bei den Wahlen 2019

Rytz gehörte von April 1994 bis April 2005 dem Grossen Rat des Kantons Bern an. Von Januar 2001 bis April 2005 war sie Präsidentin des Grünen Bündnisses der Stadt Bern. Im Oktober 2004 wurde sie in den Gemeinderat (Exekutive) der Stadt Bern gewählt und übernahm die Direktion für Tiefbau, Verkehr und Stadtgrün (TVS) mit 750 Angestellten. Im November 2008 wurde sie mit dem besten Resultat aller Gewählten für weitere vier Jahre als Gemeinderätin bestätigt. Bei den nationalen Parlamentswahlen vom 23. Oktober 2011 wurde sie in den Nationalrat gewählt und schaffte sowohl im Oktober 2015 als auch im Oktober 2019 die Wiederwahl. Bei den Nationalratswahlen 2019 holte sie am meisten Panaschierstimmen im Kanton Bern. Sie war von 2013 bis 2018 Mitglied der Kommission für Verkehr- und Fernmeldewesen (KVF) und sass ab März 2018 in der Kommission für Wirtschaft und Abgaben (WAK), als Sprecherin für Wirtschaftspolitik der Grünen Schweiz. Im April 2022 wurde bekannt, dass sie nach der Sondersession im Mai aus dem Nationalrat zurücktritt und das Präsidium bei der Entwicklungsorganisation Helvetas übernimmt. Für sie rückt im Nationalrat die Grüne Natalie Imboden nach. Am 9. Mai 2022 war ihr letzter Tag als Nationalrätin.
Am 21. April 2012 wurden sie und Adèle Thorens Goumaz zu Co-Präsidentinnen der Grünen Partei der Schweiz gewählt. Am 16. April 2016 wählte die Delegiertenversammlung der Grünen Schweiz Rytz zur alleinigen Präsidentin. Am 20. Juni 2020 gab sie nach insgesamt acht Jahren – vier davon im Co-Präsidium mit Thorens und vier als alleinige Präsidentin – aufgrund der Amtszeitbeschränkung bei den Grünen Schweiz das Präsidium ab.
Nach dem historischen Wahlsieg bei den eidgenössischen Wahlen 2019 erhoben die Grünen Schweiz bei der Bundesratswahl 2019 mit Rytz als Kandidatin Anspruch auf einen Sitz der FDP, weil diese als drittstärkste Kraft mit zwei Bundesratssitzen übervertreten sei. Rytz scheiterte zwar, erhielt aber 82 Stimmen und ist damit bislang die erfolgreichste Bundesratskandidatin der Grünen. Seit 2022 ist Rytz Delegierte bei den Europäischen Grünen.